# Lorenzo de Rodas
Lorenzo López de Rodas y Martín (Madrid, España, 2 de agosto de 1930 - Cuernavaca, Morelos, 17 de diciembre de 2011), conocido artísticamente como Lorenzo de Rodas, fue un actor español que trabajó en varias producciones en México. Llegó muy joven a vivir a México. Trabajó en cine, en teatro y en televisión. Se casó con la actriz María Idalia, con quien tuvo un hijo llamado Leonardo Daniel, también actor. Falleció de causas naturales.

## Filmografía como actor

### Telenovelas
- La madrastra (2005) .... Servando Maldonado
- Bajo la misma piel (2003) .... Agustín Ruiz Cañedo
- Así son ellas (2002) .... Don Ramiro Sepúlveda
- La intrusa (2001) .... Dr. Adrián Colmenares
- Tres mujeres (1999) .... Vicente Sánchez
- La antorcha encendida (1996) .... Don Pablo de Irigoyen
- Cañaveral de pasiones (1996) .... Obispo
- Los parientes pobres (1993) .... Roque del Toro
- El ángel caído (1985) .... Manuel Alfonso "El Gallo" Maldonado
- J. J. Juez (1979) .... Gonzalo
- Viviana (1978) .... Ingeniero Manzúr
- Mi hermana la Nena (1976) .... Dr. Castro
- Barata de primavera (1975) .... Javier Lozano
- Aventura (1970) .... Leonardo
- La Constitución (1970) .... Pastor Rouaix
- Leyendas de México (1968)
- Las víctimas (1967) .... Francisco
- La insaciable (1961)
- Un paso al abismo (1958)

### Series de televisión
- Central de abasto (2008) .... Víctor

## Teatro
- Las palmas de M. Schutz (1993), de Jean Noël Fenwick.[2]
- La sonata de los espectros (1986), de August Strindberg.[3][4]
- El sueño de la razón (1985), de Antonio Buero Vallejo.[5][6]
- Mística y erótica del barroco (1977), de Luis Rius.[7]
- ¿Conoce usted la Vía Láctea? (1975), de Karl Witlinger.[8]
- Un sombrero lleno de lluvia (1970/1971), de Michael V. Gazzo.[9][10]
- Locura de amor (1968), de Edward Wald.[11]
- Doña diabla (1965), de Luis Fernández Ardavín.[12]
- El juglaron (1964), de León Felipe.[13]
- Los árboles mueren de pie (1963), de Alejandro Casona.[14]
- Micaela (1963), de Joaquin Calvo Sotelo.[15]
- Cena de matrimonios (1963), de Alfonso Paso.[16]
- Morena Clara (1962), de Antonio Quintero y Pascual Guillén.[17]
- Un espíritu travieso (1962), de Noel Coward.[18]
- Una mujer cualquiera (1962), de Miguel Mihura.[19]
- [=Cinco minutos antes]] (1961) de Aldo de Benedetti.[20][21]
- ¿Conoce usted la Vía Láctea? (1961), de Karl Witlinger.[22]
- El hombre que yo maté (1960), de Maurice Rostand.[23]
- Los desorientados (1960), de Maruxa Vilalta.[24]
- El mágico prodigioso (1960), de Pedro Calderón de la Barca.[25]
- Mi marido hoy duerme en casa (1958), de Abel Santa Cruz.[26]
- Todos eran mis hijos (1957), de Arthur Miller.
- La herida luminosa (1956), de Josep María de Sagarra.[27]
- Placer de verano (1954), de Armand Salacrou.[28]
- De esta agua no beberé... (1954), de Alfred de Musset.[29]
- Los endemoniados (1951), de Michel Durafour.[30]
- Mis queridas hijas (1950), de Jerry Horwin y Catherine Turney.[31]
- Santa locura (1949), de Sebastián Gabriel Rovira.[32]

### Cine
- Club eutanasia (2005) .... Adalberto
- Sus demonios (2003)
- El crimen del padre Amaro (2002) .... Don Paco de la Rosa
- Fuera de la ley (1998)
- Algunas nubes (1995) .... Mago
- Días de combate (1994) .... El Mago
- Fray Bartolomé de las Casas (1993)
- Supervivientes de los Andes (1976)
- Sobre el muerto las coronas (1961)
- Pablo y Carolina (1957) .... Carlos
- Festín para la muerte (1954)

## Filmografía como director
- Última parte de Tres mujeres (1999/2000)
- El secreto de Alejandra (1997)
- Bendita mentira (1996)
- Segunda parte de La indomable (1987)
- Sandra y Paulina (1980)
- Verónica (1979)
- J.J. Juez (1979/1980)
- Lágrimas negras (1979)
- Honrarás a los tuyos (1979)
- Mamá Campanita (1978)
- Doménica Montero (1978)
- Humillados y ofendidos (1977)
- El dolor de vivir (1964)